# Herkunft (Botho Strauß)
Bei Herkunft handelt es sich um einen autobiographischen Text des deutschen Schriftstellers Botho Strauß aus dem Jahr 2014.

## Inhalt
In Herkunft erinnert sich der Autor an seinen Vater Eduard Strauss. Dieser verfasste als promovierter Chemiker und approbierter Apotheker im Brotberuf Gutachten für die pharmazeutische Industrie. Was beide verbindet ist das Schreiben, wenn auch im Falle des Vaters nicht das von Literatur. Andere Erinnerungen sind die an die Kindheit in dem Städtchen Ems an der Lahn, die Schulzeit, aber auch die Anfänge auf dem Theater. Die einzige Datierung im Text beschreibt Anlass und Zeitpunkt der Erinnerung, den hundertsten Geburtstag des Vaters am 9. April 1990, jenen Tag, an dem die elterliche Wohnung aufgelöst wird.

## Ausgaben
- Botho Strauß: Herkunft. Carl Hanser, München 2014, ISBN 978-3-446-24676-8.
- Botho Strauß: Herkunft. Gelesen von Burghart Klaußner. Hörbuch Hamburg, Hamburg 2014, ISBN 978-3-89903-920-7.